# Montegrosso
Montegrosso (korsisch Montegrossu) ist eine Gemeinde auf der französischen Insel Korsika. Sie gehört zur Region Korsika, zum Département Haute-Corse, zum Arrondissement Calvi und zum Kanton Calvi. Die Bewohner nennen sich je nach Ortsteil Montemaggiorais, Lunghignanais, Cassanais, Montemaiuracci, Lunghignaninchi oder Cassaninchi.

## Geografie
Montegrosso besteht aus den Dörfern Montemaggiore/Montemaiò als Hauptort (381 m), Cassano/Cassani (300 m) und Lunghignano/Lunghignani (340 m).
Die Gemeinde liegt auf ungefähr 400 Metern über dem Meeresspiegel und grenzt im Norden an Lavatoggio, im Nordosten an Cateri und Avapessa, im Osten an Muro, im Südosten an Zilia, im Südwesten an Calenzana, im Westen an Calvi und im Nordwesten an Lumio.

## Geschichte
Die Gemeinden Lunghignano und Montemaggiore fusionierten 1972 zur Gemeinde Saint-Rainier-de-Balagne. Saint-Rainier-de-Balagne wurde am 1. Januar 1973 mit Cassano zur Gemeinde Montegrosso, benannt nach dem Bergmassiv Monte Grosso, zusammengelegt.  

### Bevölkerungsentwicklung
| Jahr      | 1962 | 1968 | 1975 | 1982 | 1990 | 1999 | 2008 | 2012 |
| --------- | ---- | ---- | ---- | ---- | ---- | ---- | ---- | ---- |
| Einwohner | 312  | 337  | 223  | 319  | 333  | 354  | 426  | 453  |

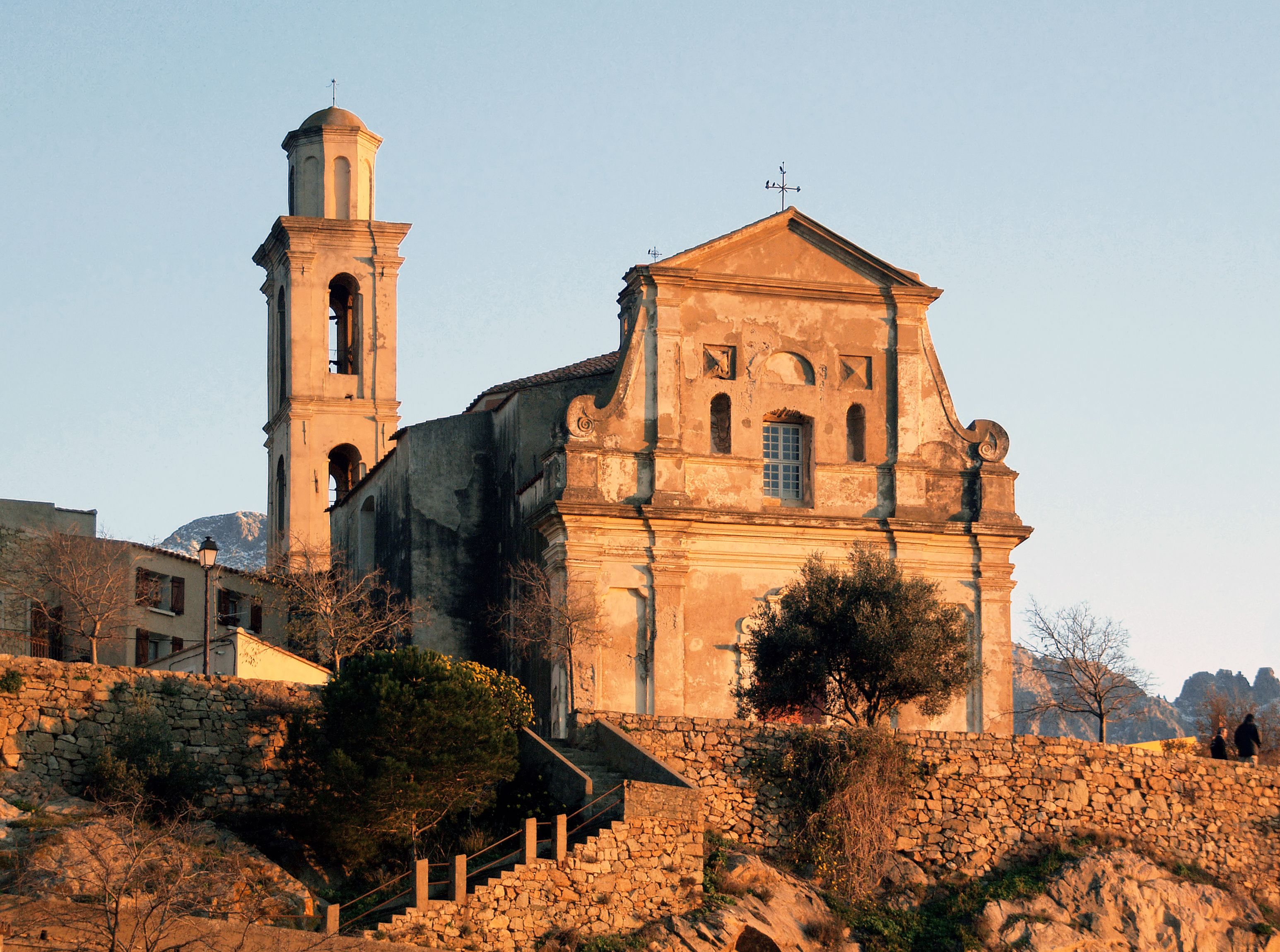
Kirche Sant-Agustinu (Saint-Augustin) im Ortsteil Montemaggiore
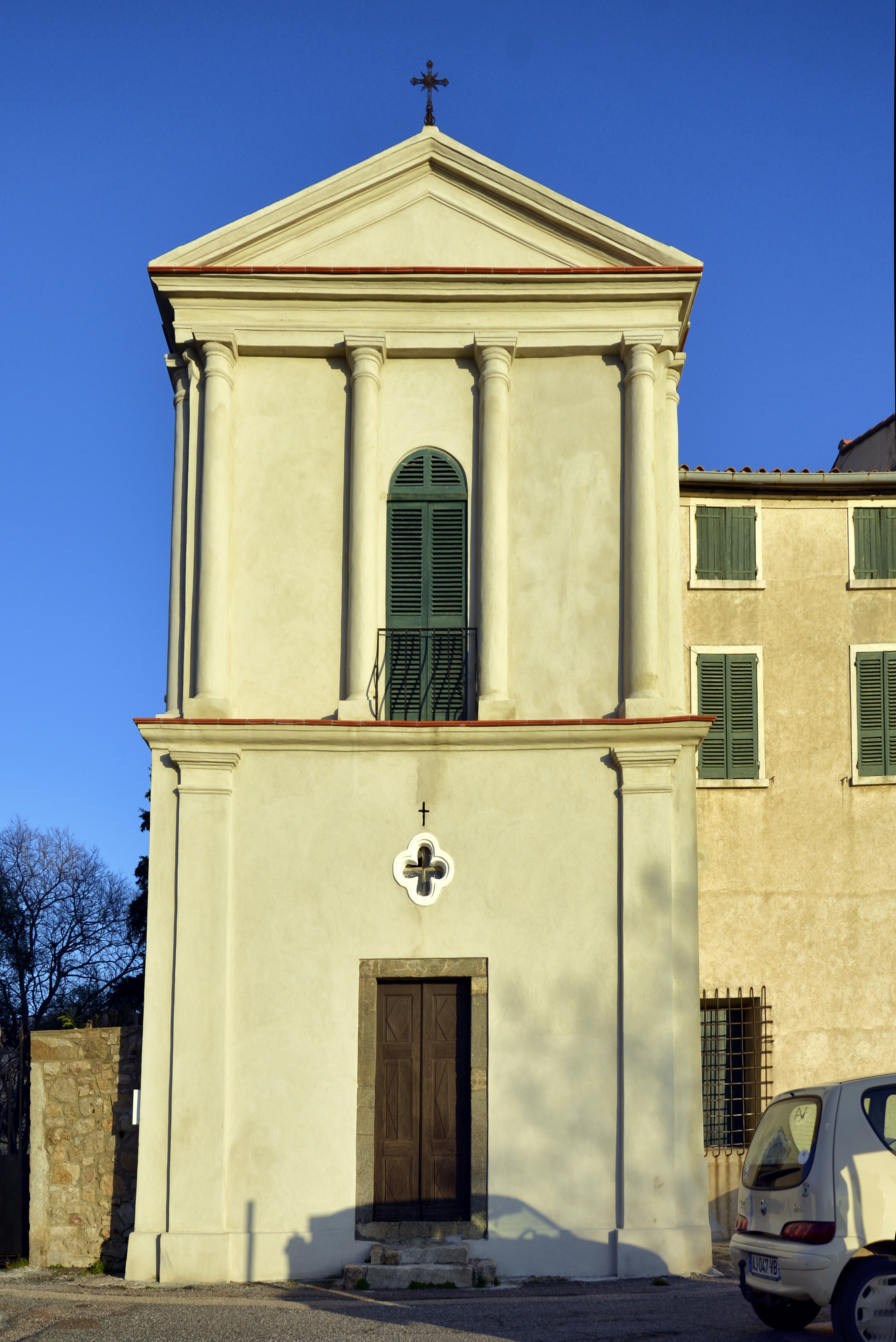
Kapelle Don Juan in Montemaggiore
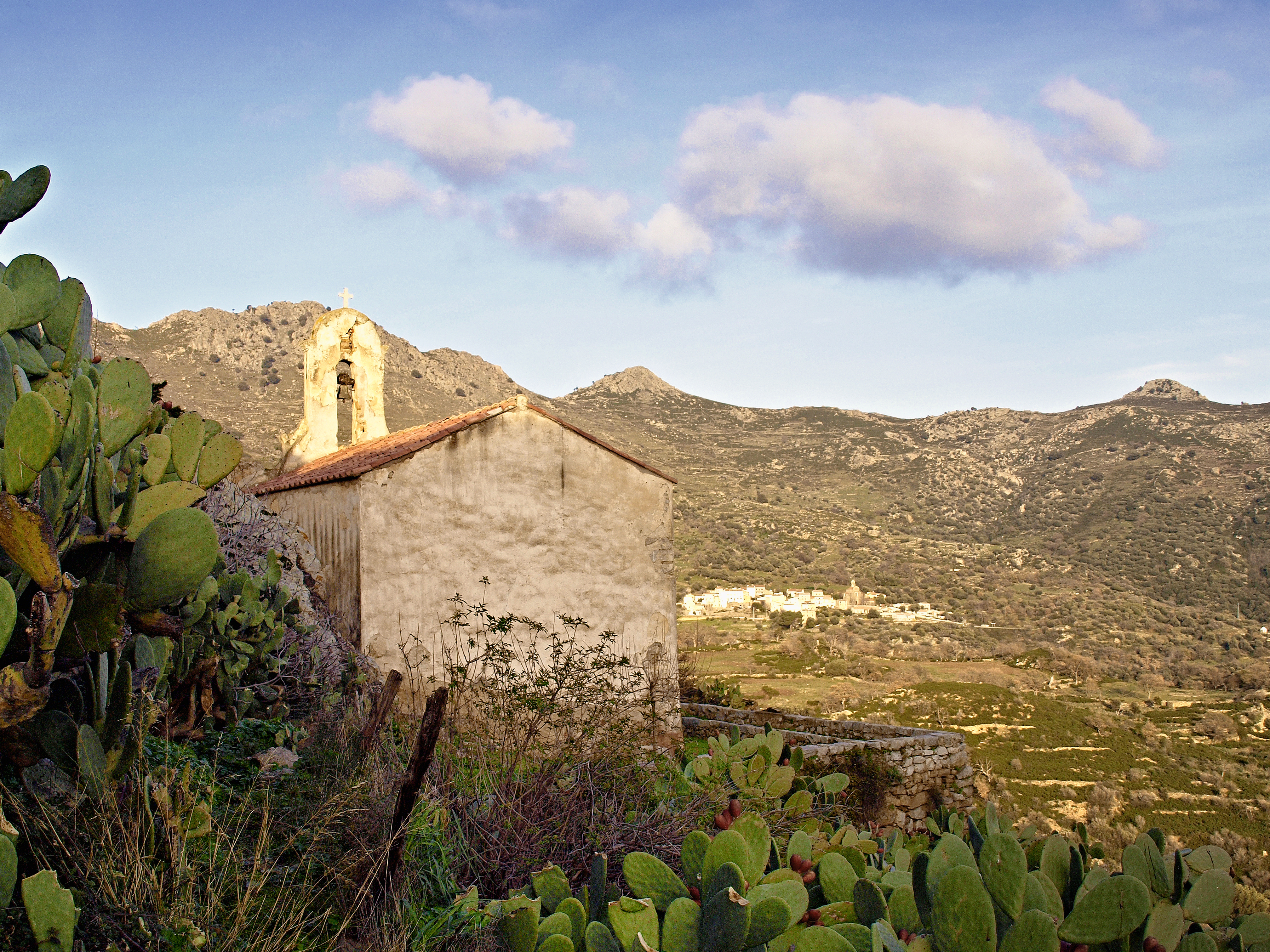
Die Kapelle San Ghjasè (Saint-Joseph) in Montemaggiore
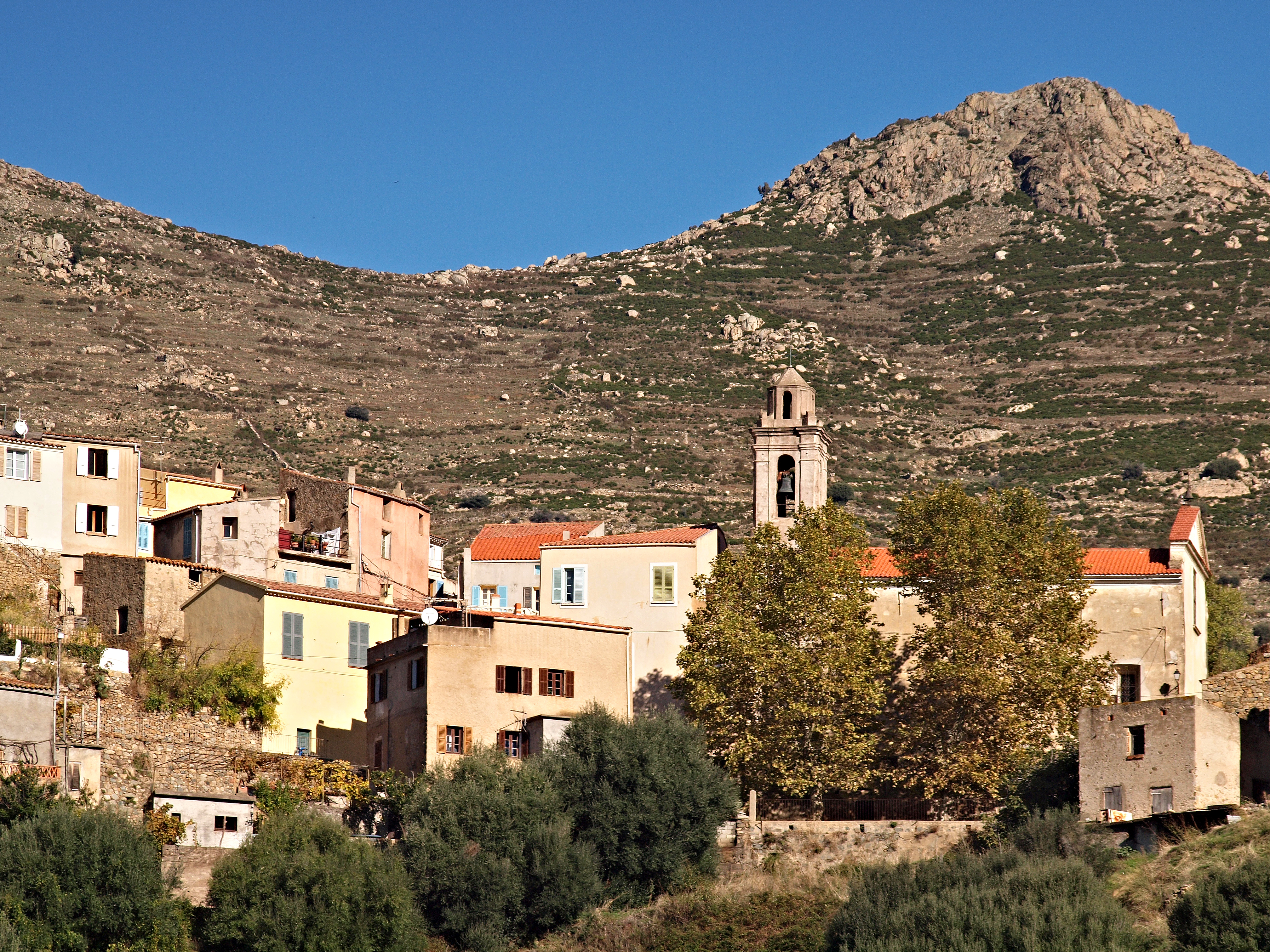
Kirche Saint-Antoine-Abbé im Ortsteil Cassano
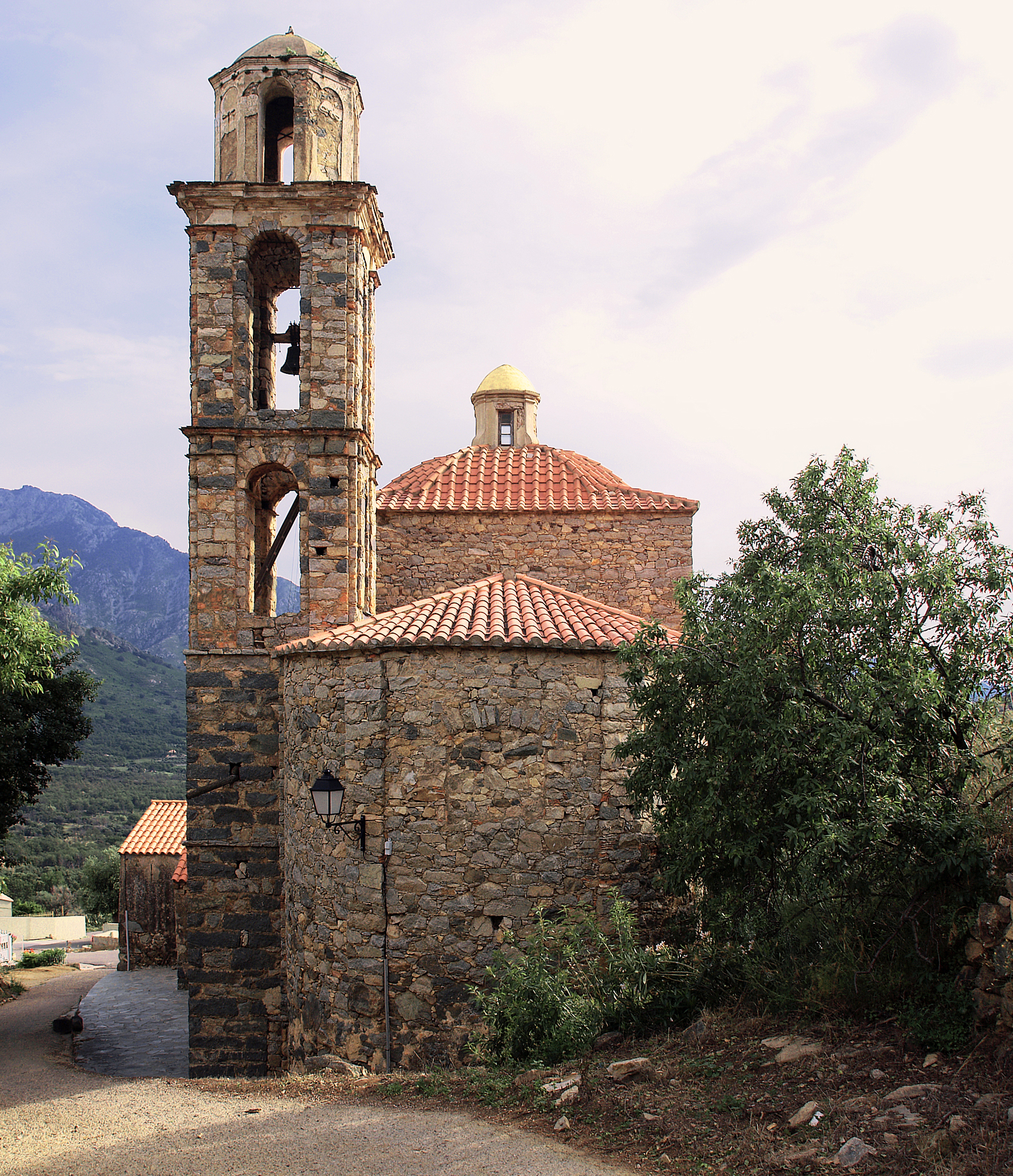
Kirche San Vitu (Saint-Vitus) im Ortsteil Longhignano
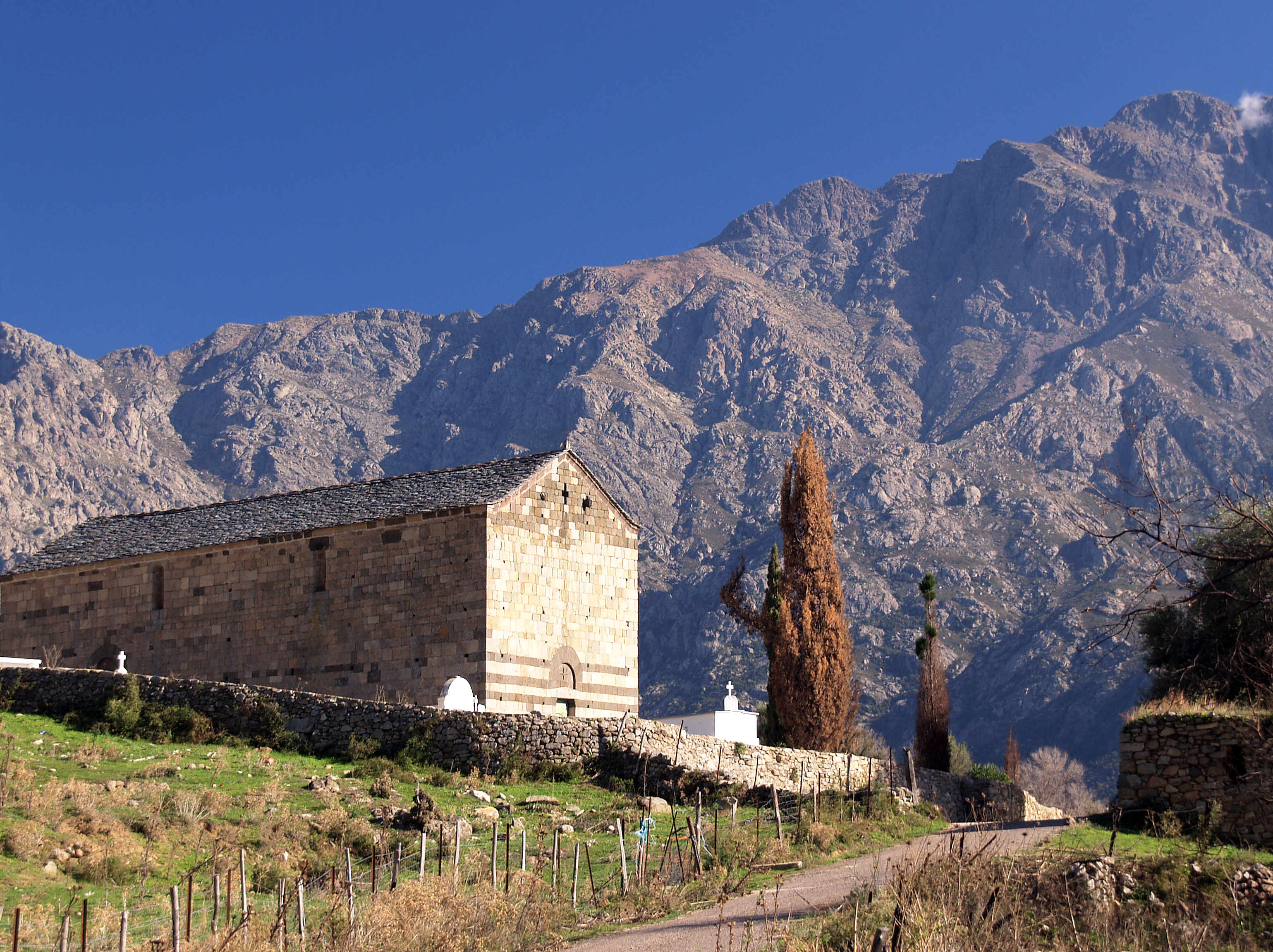
Kapelle San Raineru (Saint-Rainier) in Longhignano